# Pedicia tjederi
Pedicia tjederi är en tvåvingeart som beskrevs av Mendl 1974. Pedicia tjederi ingår i släktet Pedicia och familjen hårögonharkrankar. Inga underarter finns listade i Catalogue of Life.